# Mesquita de Al-Rifa'i

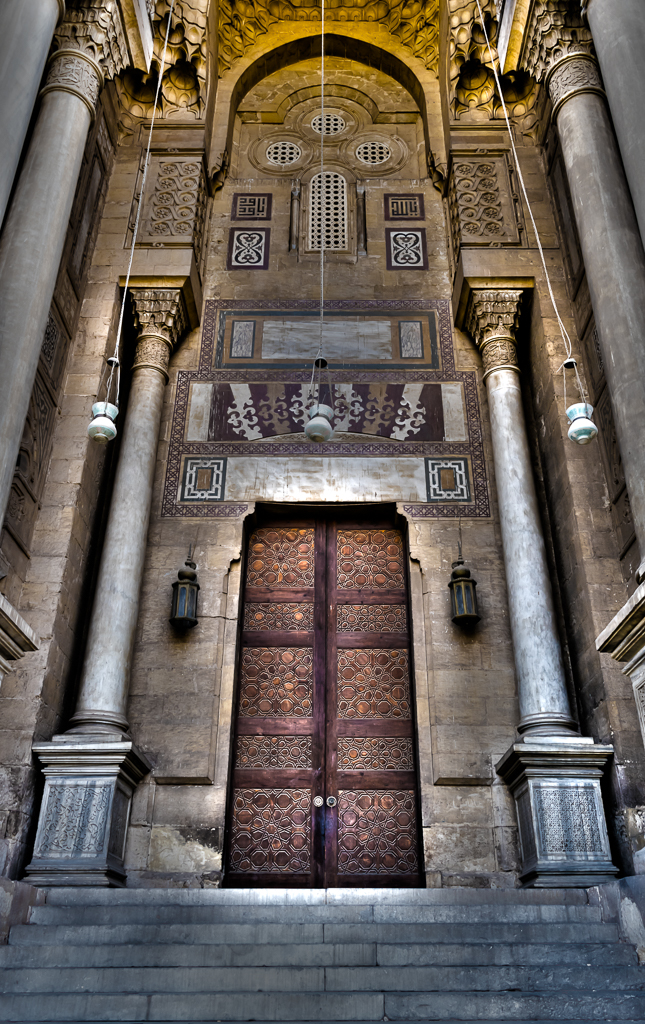
Entrada da mesquita

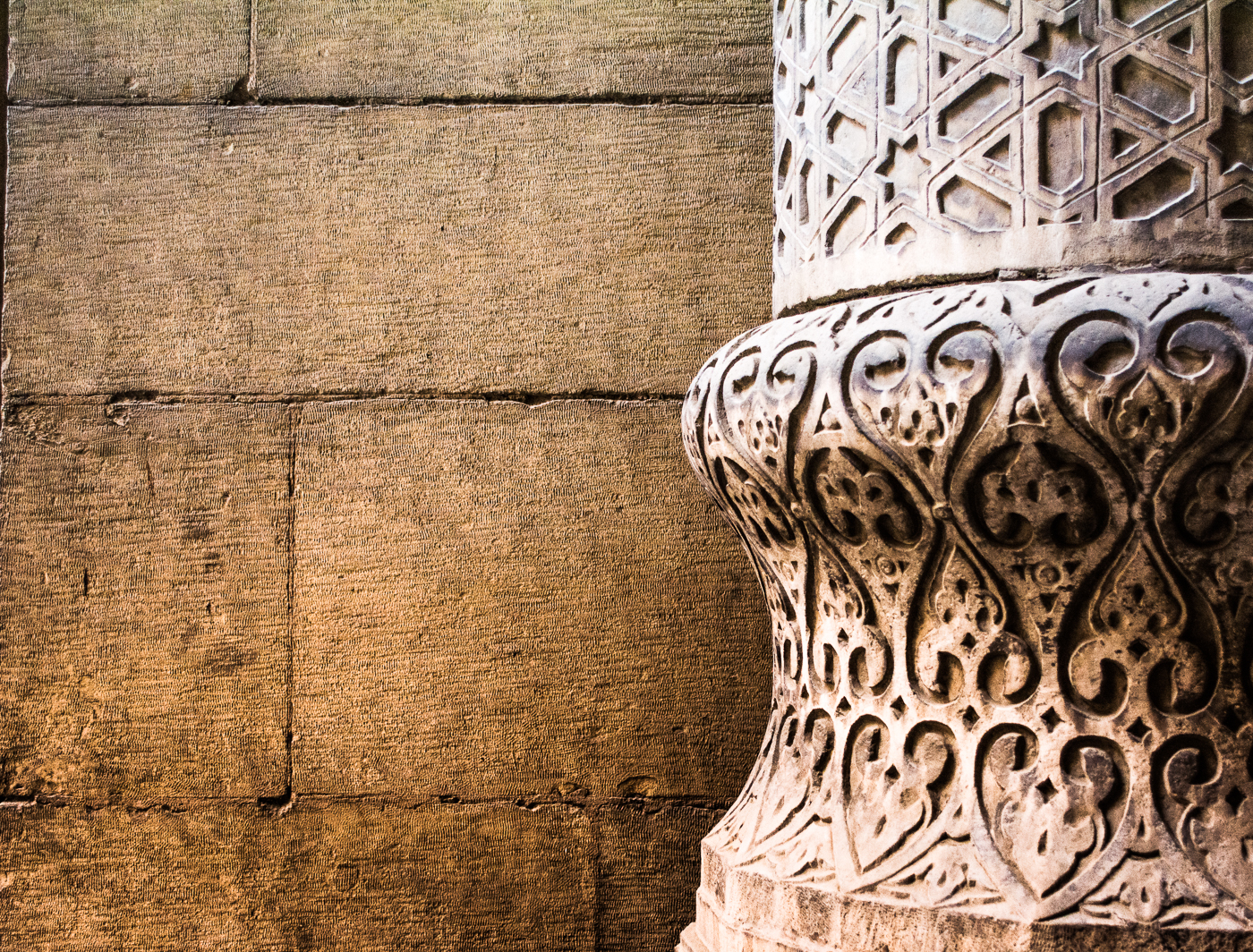
Detalhe ornamental da mesquita

A Mesquita de Al-Rifa'i (em árabe : مسجد الرفاعى, também transliterada como Al-Rifai, Al-Refai, Al-Refa'i e também conhecida como "Mesquita Real"), está localizada no Cairo, Egito, em Midan al-Qal'a, adjacente à Cidadela do Cairo. O edifício está localizado em frente à mesquita-madrasa do sultão Hasan, data de 1361 e foi concebida arquitectónicamente como um complemento da estrutura mais antiga. Esta nova mesquita fazia parte de uma grande campanha dos governantes do Egito no século XIX para se associar à glória percebida de períodos anteriores na história islâmica do Egito e modernizar a cidade. A mesquita foi construída ao lado de duas grandes praças públicas e fora de vários boulevares de estilo europeu construídos ao mesmo tempo.

## História
A mesquita Al-Rifa'i foi construída em duas fases durante o período entre 1869 e 1912, quando finalmente foi concluída. Originalmente encomendado por Khushyar Hanim, mãe de Ismail Pacha do século XIX, para expandir e substituir o zawiya preexistente do santo islâmico medieval Ahmed al-Rifa'i. O zawiya era um lugar de peregrinação para os habitantes locais que acreditavam que o túmulo tinha propriedades curativas místicas. Khushayer imaginou um duplo propósito para a nova estrutura como uma casa para as relíquias do sufismo e um mausoléu para a família real do Egito. No decorrer de sua construção, o arquitecto, o design e o propósito mudaram.
O primeiro arquitecto foi Hussein Fahri Pasha, primo distante da dinastia fundada por Mehmet Ali do Egito em 1803  Ele morreu durante a primeira fase de construção e o trabalho parou depois que o Jedive Ismail Pasha abdicou em 1880. O próprio patrono de Khushayar morreu em 1885, e o trabalho não foi retomado até 1905, quando o Jedive, Abbas II do Egito, ordenou sua conclusão. O trabalho foi supervisionado pelo arquitecto húngaro Max Herz, chefe do Comitê para a Conservação dos Monumentos Árabes no Cairo. Os minaretes se elevam no céu do Cairo desde 1909 e a mesquita foi completada em 1911. Está aberta desde 1912.
O santuário tem a forma de um vasto rectângulo de 1767 metros quadrados. O interior é dividido em três naves e é articulado em torno de uma cúpula. As paredes, cobertas com estuque e mármore, são perfuradas com ricos ornamentos. O próprio edifício é uma mistura de estilos, principalmente do período mameluco da história egípcia, incluindo a sua cúpula e o minarete. O edifício contém uma grande sala de oração, bem como os santuários de Ahmed al-Rifa'i] e dois outros santos locais, Ali Abi-Shubbak e Yahya al-Ansari.

## Utilização

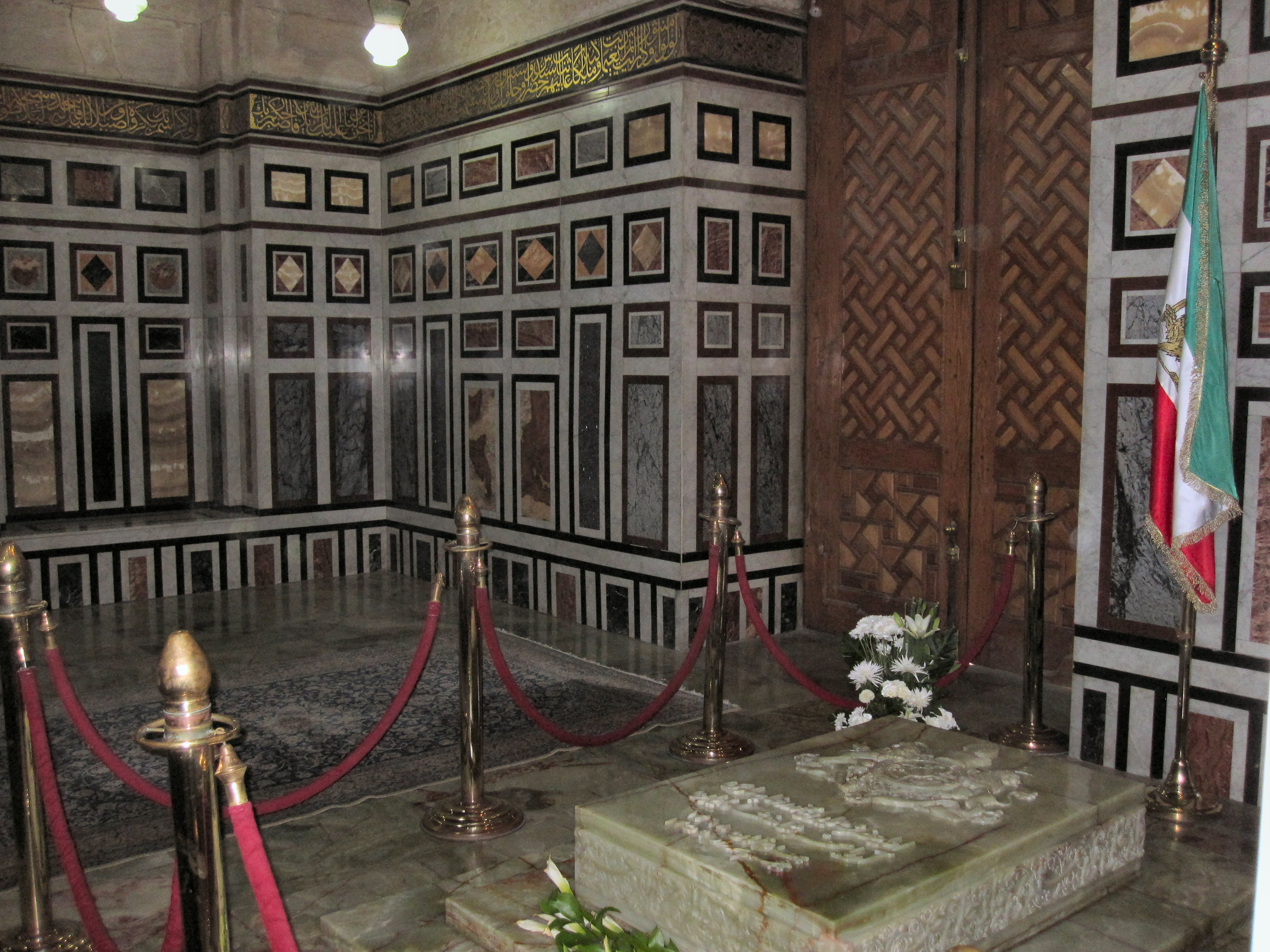
Local de descanso de Mohammad Reza Pahlavi, filho de Reza Shah, ambos governantes do Irão

A mesquita é o lugar de descanso de Khushyar Hanim e seu filho Ismail Pacha, bem como numerosos outros membros da família real egípcia, incluindo o Rei Faruq, o último rei reinante do Egito, cujo corpo foi enterrado aqui após sua morte em Roma em 1965. A mesquita serviu brevemente como o lugar de descanso de Reza Shah do Irão, que morreu no exílio na União da África do Sul em 1944 e foi devolvido ao Irão após a Segunda Guerra Mundial. Ele foi enterrado no Cairo depois da Revolução Iraniana de 1979. Parte da câmara de enterro é actualmente ocupada pelo filho de Reza Shah, Mohammad Reza Pahlavi, que morreu no Cairo em julho de 1980.